# Goblin kōshaku
Goblin kōshaku (jap. ゴブリン公爵 Goburin kōshaku) – manga autorstwa Osamu Tezuki, publikowana na łamach magazynu „Shūkan Shōnen Champion” wydawnictwa Akita Shoten od 6 września 1985 do 28 lutego 1986.

## Fabuła
Japoński chłopiec o imieniu Chinki ma sen, w którym przewiduje przyszłość. Śni mu się, że wykopał z ruin Anyangu w Chinach gigantycznego kolosa z brązu. Olbrzym ten, zwany Todaiki, został zbudowany przez dynastię Yin w Chinach, jednocząc kraj po raz pierwszy od 3000 lat. Dla ówczesnych ludzi gigant był bóstwem opiekuńczym, mającym zapewnić jedność Chin, lecz w rzeczywistości był to olbrzymi robot obdarzony psychokinetyczną mocą.
Chinki spotyka dziewczynę imieniem Aiai, która posiada moc aktywowania Todaikiego, choć sama o tym nie wie. Przypadkiem jej dusza przenika do wnętrza giganta, uruchamiając go. Wbrew jej woli Todaiki zaczyna siać zniszczenie – demoluje miasto, po czym zatapia je w Rzece Żółtej. Po tym wydarzeniu Chinki postanawia wykorzystać moc Todaikiego do własnych, złowrogich celów. Przyjmuje imię „Książę Goblin” i planuje dzięki Todaikiemu, zasilanemu uwięzioną duszą Aiai, podbić świat.
Przeciwstawiają mu się buddyjski mnich Tenran oraz uczeń Kanichi Tokugawa, który skrycie podkochuje się w Aiai.